# Komitat Csongrád (historisch)
Das Komitat Csongrád (deutsch selten auch Komitat Tschongrad; ungarisch Csongrád vármegye, serbisch Čongrad/Чонград, lateinisch comitatus Chongradiensis) war eine Verwaltungseinheit im Zentrum des Königreichs Ungarn. Verwaltungssitz war zuletzt Szentes.
Heute liegt der größte Teil im südöstlichen Ungarn (dort im heutigen Komitat Csongrád-Csanád), ein kleiner Teil um den Ort Horgoš liegt in der Vojvodina im heutigen Serbien.

## Lage

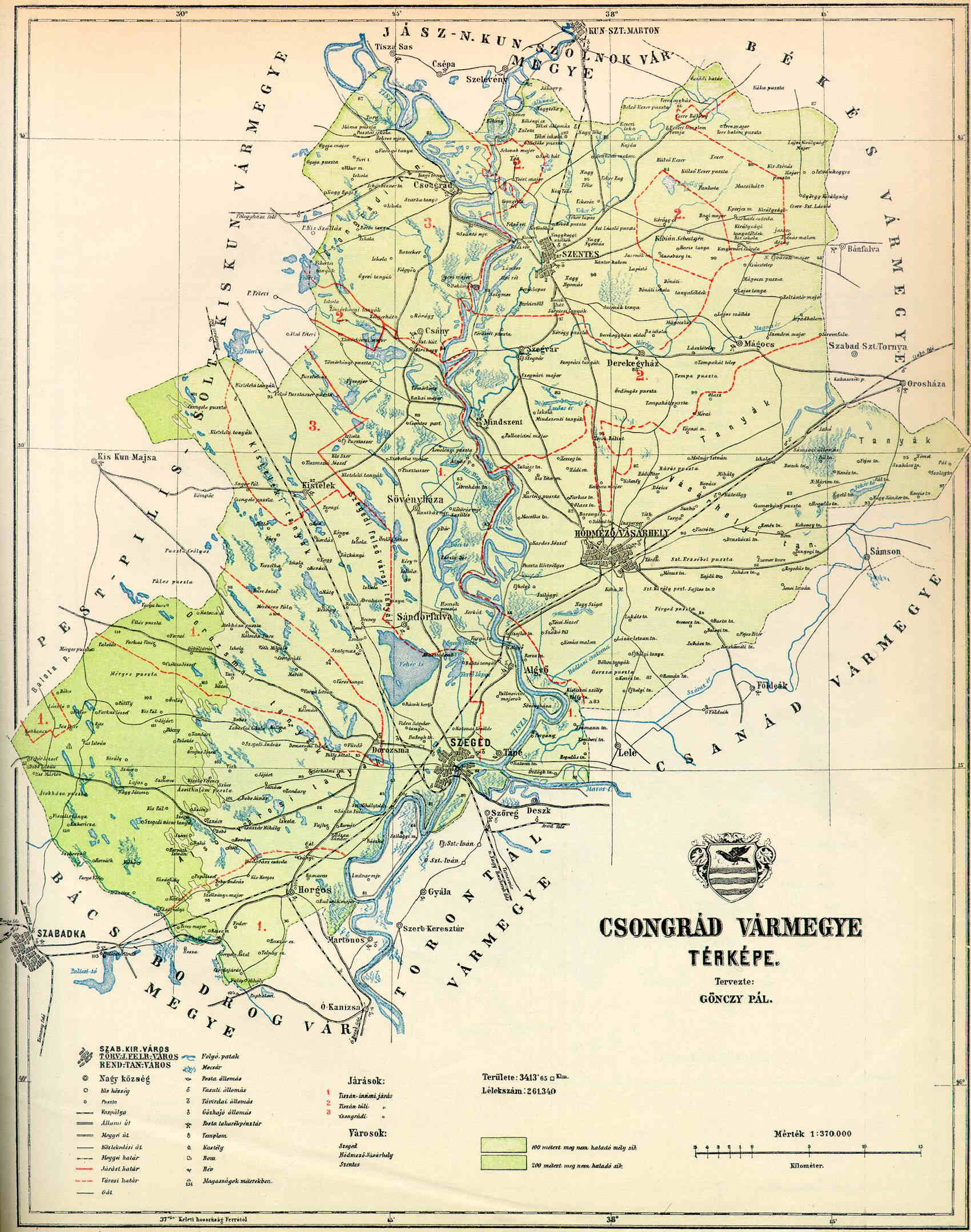
Karte des Komitats Csongrád um 1890

Das Komitat grenzte an die Komitate Pest-Pilis-Solt-Kiskun, Jász-Nagykun-Szolnok, Békés, Csanád, Torontál und Bács-Bodrog und wurde vom Fluss Theiß durchflossen.

## Geschichte
Das Komitat entstand recht früh im 11. Jahrhundert. Während der Türkenkriege im 16. Jahrhundert war es durch die Osmanen besetzt und wurde erst im 17. Jahrhundert wieder durch das Habsburgerreich zurückerobert.
Nach dem Ende des Ersten Weltkriegs kam in Folge des Vertrags von Trianon 1920 ein kleiner Teil im Süden um die Stadt Horgos (heute Horgoš) an das neu entstandene Königreich der Serben, Kroaten und Slowenen. Der Rest des bei Ungarn verbliebenen Teiles blieb in seinen Grenzen bis zur großen Komitatsreform 1950 bestehen. Dabei kam der südliche Teil des ehemaligen Komitats Csanád-Arad-Torontal zum Gebiet hinzu. Siehe weiter unter Komitat Csongrád.

## Bezirksunterteilung

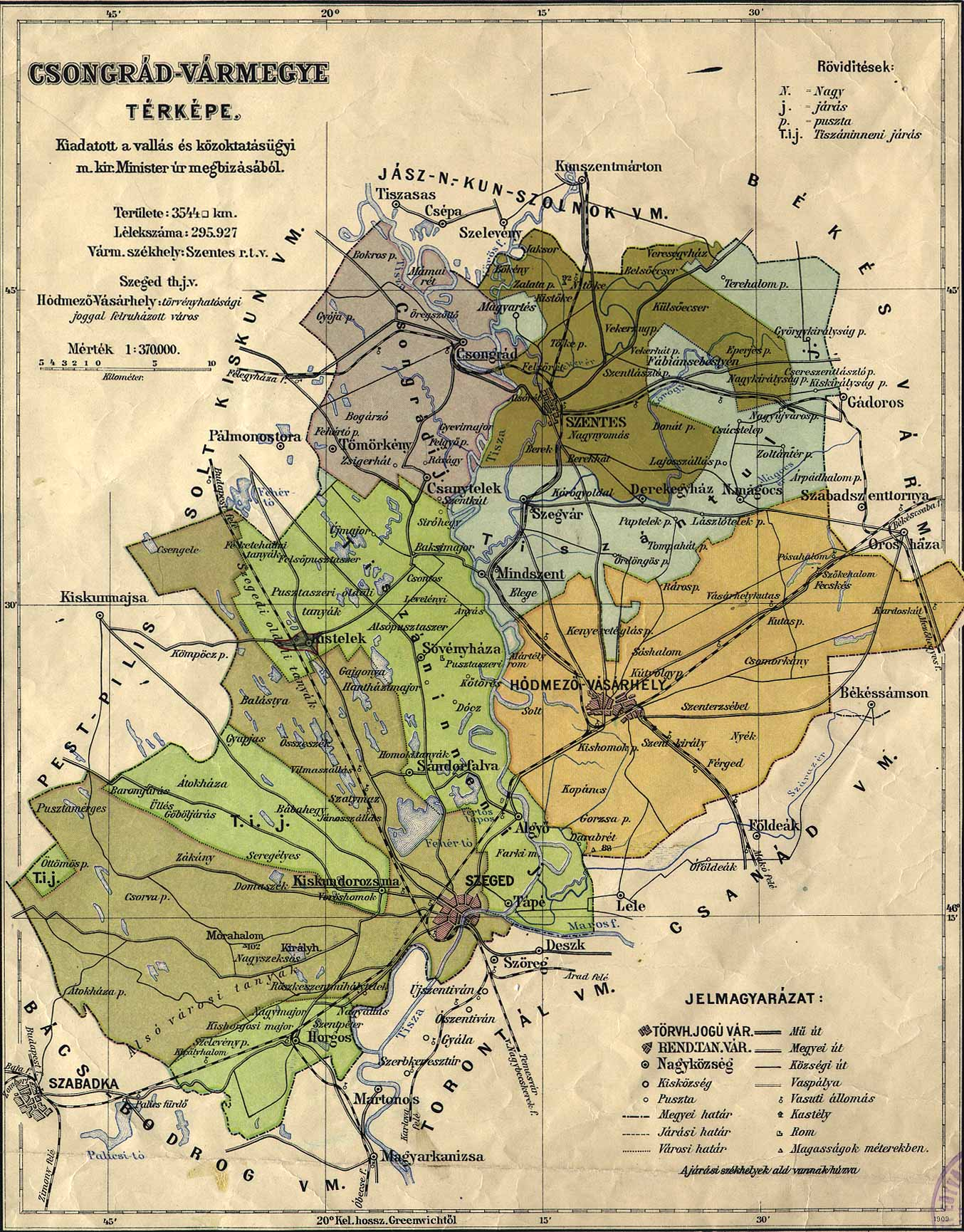
Administrative Karte

Im frühen 20. Jahrhundert bestanden folgende Verwaltungseinteilung:
| Stuhlbezirke (járások)                     | Stuhlbezirke (járások) |
| Stuhlbezirk                                | Verwaltungssitz        |
| ------------------------------------------ | ---------------------- |
| Bezirk Csongrád                            | Csongrád               |
| Bezirk Tiszáninnen („diesseits der Theiß“) | Kiskundorozsma         |
| Bezirk Tiszántúl („jenseits der Theiß“)    | Mindszent              |
| Stadtkreise (törvényhatósági jogú városok) |                        |
| Hódmezővásárhely                           |                        |
| Szeged                                     |                        |
| Stadtbezirk (rendezett tanácsú város)      |                        |
| Szentes                                    |                        |

Alle genannten Orte liegen im heutigen Ungarn.